# مغولستان بیرونی

موقعیت منطقه مغولستان در جمهوری چین

مغولستان بیرونی (انگلیسی: Outer Mongolia) نام سرزمینی در دودمان چینگ چین از سال ۱۶۹۱ تا ۱۹۱۱ به رهبری منچو بود. این نام مربوط به کشور مستقل امروزی مغولستان و جمهوری تووا روسیه است. این منطقه تاریخی در جریان انقلاب شین‌های به‌طور واقعی از چینگ چین استقلال یافت.